# Liste der Fahnenträger der Olympischen Winterspiele 1994
Die Liste der Fahnenträger der Olympischen Winterspiele 1994 führt die Fahnenträger bei der Eröffnungs- und Abschlussfeier auf.
Beim Einmarsch der Nationen zogen Athleten aller teilnehmenden Länder in das Stadion am Lysgårdsbakken ein. Einzig die Mannschaft der Mongolei nahm nicht an der Eröffnungsfeier teil. Bei der Eröffnungsfeier wurden die einzelnen Teams von einem Fahnenträger aus den Reihen ihrer Sportler oder Offiziellen angeführt, der entweder von ihrem jeweiligen Nationalen Olympischen Komitee (NOK) oder von den Athleten selbst bestimmt wurde.

## Reihenfolge
Der griechischen Mannschaft wurde traditionell der Platz an vorderster Stelle gewährt, ein Sonderstatus, der aus der Ausrichtung der antiken und ersten Spiele der Moderne in Griechenland herrührt. Norwegen marschierte als Gastgebernation zuletzt ein. Die anderen Länder betraten das Stadion in alphabetischer Reihenfolge in der Sprache der Gastgebernation, in diesem Fall also Norwegisch. Diese Reihenfolge entspricht sowohl der Tradition als auch den Statuten des Internationalen Olympischen Komitees (IOK).

## Liste der Fahnenträger
Nachfolgend führt eine Liste die Fahnenträger der Eröffnungsfeier aller teilnehmenden Nationen auf, sortiert nach der Abfolge ihres Einmarsches. Die Liste ist zudem sortierbar nach ihrem Staatsnamen, nach Mannschaftskürzel, nach Anzahl der Athleten, nach dem Nachnamen des Fahnenträgers und dessen Sportart.

### Nach Nationen
| Abfolge | Nationalmannschaft           | Norwegischer Name        | Kürzel | Eröffnungsfeier         | Eröffnungsfeier       | Abschlussfeier       | Abschlussfeier   |
| Abfolge | Nationalmannschaft           | Norwegischer Name        | Kürzel | Fahnenträger            | Sportart              | Fahnenträger         | Sportart         |
| ------- | ---------------------------- | ------------------------ | ------ | ----------------------- | --------------------- | -------------------- | ---------------- |
| 1       | Griechenland                 | Hellas                   | GRE    | Thomai Lefousi          | Ski Alpin             |                      |                  |
| 2       | Amerikanisch-Samoa           | Amerikansk Samoa         | ASA    | Faauuga Muagututia      | Bob                   |                      |                  |
| 3       | Vereinigte Staaten           | Amerikas Forente Stater  | USA    | Cammy Myler             | Rennrodeln            | Dan Jansen           | Eisschnelllauf   |
| 4       | Andorra                      | Andorra                  | AND    | Vicky Grau              | Ski Alpin             |                      |                  |
| 5       | Argentinien                  | Argentina                | ARG    | María Giro              | Biathlon              |                      |                  |
| 6       | Armenien                     | Armenia                  | ARM    | Arsen Harutjunjan       | Ski Alpin             |                      |                  |
| 7       | Australien                   | Australia                | AUS    | Kirstie Marshall        | Freestyle-Skiing      | Kirstie Marshall     | Freestyle-Skiing |
| 8       | Belarus                      | Belarus                  | BLR    | Ihar Schaljasouski      | Eisschnelllauf        |                      |                  |
| 9       | Belgien                      | Belgia                   | BEL    | Bea Pintens             | Eisschnelllauf        |                      |                  |
| 10      | Bermuda                      | Bermuda                  | BER    | John Hoskins            | Offizieller           |                      |                  |
| 11      | Bosnien und Herzegowina      | Bosnia-Hercegovina       | BIH    | Bekim Babić             | Skilanglauf           |                      |                  |
| 12      | Brasilien                    | Brasil                   | BRA    | Lothar Christian Munder | Ski Alpin             |                      |                  |
| 13      | Bulgarien                    | Bulgaria                 | BUL    | Nadeschda Alexiewa      | Biathlon              |                      |                  |
| 14      | Kanada                       | Canada                   | CAN    | Kurt Browning           | Eiskunstlauf          | Myriam Bédard        | Biathlon         |
| 15      | Chile                        | Chile                    | CHI    | Nils Linneberg          | Ski Alpin             |                      |                  |
| 16      | Chinesisch Taipeh            | Chinese Taipei           | TPE    | Sun Kuang-ming          | Bob                   |                      |                  |
| 17      | Dänemark                     | Danmark                  | DEN    | Michael Tyllesen        | Eiskunstlauf          |                      |                  |
| 18      | Tschechien                   | Den Tsjekkiske Republikk | CZE    | Pavel Benc              | Skilanglauf           |                      |                  |
| 19      | Estland                      | Estland                  | EST    | Allar Levandi           | Nordische Kombination |                      |                  |
| 20      | Fidschi                      | Fiji                     | FJI    | Rusiate Rogoyawa        | Skilanglauf           |                      |                  |
| 21      | Finnland                     | Finland                  | FIN    | Marja-Liisa Kirvesniemi | Skilanglauf           | Mika Myllylä         | Skilanglauf      |
| 22      | Frankreich                   | Frankrike                | FRA    | Anne Briand-Bouthiaux   | Biathlon              |                      |                  |
| 23      | Georgien                     | Georgia                  | GEO    | Surab Dschidschischwili | Ski Alpin             |                      |                  |
| 24      | Island                       | Island                   | ISL    | Ásta Halldórsdóttir     | Ski Alpin             |                      |                  |
| 25      | Israel                       | Israel                   | ISR    | Michael Shmerkin        | Eiskunstlauf          |                      |                  |
| 26      | Italien                      | Italia                   | ITA    | Deborah Compagnoni      | Ski Alpin             |                      |                  |
| 27      | Jamaika                      | Jamaica                  | JAM    | Chris Stokes            | Bob                   |                      |                  |
| 28      | Japan                        | Japan                    | JPN    | Reiichi Mikata          | Offizieller           |                      |                  |
| 29      | Amerikanische Jungferninseln | Jomfruøyene              | ISV    | Kyle Heikkila           | Rennrodeln            |                      |                  |
| 30      | Kasachstan                   | Kazakhstan               | KAZ    | Qairat Bijekenow        | Skispringen           |                      |                  |
| 31      | Volksrepublik China          | Kina                     | CHN    | Liu Yanfei              | Eisschnelllauf        |                      |                  |
| 32      | Südkorea                     | Korea                    | KOR    | Lee Joon-ho             | Eisschnelllauf        |                      |                  |
| 33      | Kroatien                     | Kroatia                  | CRO    | Vedran Pavlek           | Ski Alpin             |                      |                  |
| 34      | Zypern                       | Kypros                   | CYP    | Karolina Fotiadou       | Ski Alpin             |                      |                  |
| 35      | Kirgisistan                  | Kyrgyzstan               | KGZ    | Jewgenija Roppel        | Biathlon              |                      |                  |
| 36      | Lettland                     | Latvia                   | LAT    | Zintis Ekmanis          | Bob                   |                      |                  |
| 37      | Liechtenstein                | Liechtenstein            | LIE    | Markus Hasler           | Skilanglauf           |                      |                  |
| 38      | Litauen                      | Litauen                  | LTU    | Povilas Vanagas         | Eiskunstlauf          |                      |                  |
| 39      | Luxemburg                    | Luxembourg               | LUX    | Georges Diderich        | Offizieller           |                      |                  |
| 40      | Mexiko                       | Mexico                   | MEX    | Hubertus von Hohenlohe  | Ski Alpin             |                      |                  |
| 41      | Moldau                       | Moldova                  | MLD    | Vasily Gherghy          | Biathlon              |                      |                  |
| 42      | Monaco                       | Monaco                   | MON    | Albert II.              | Bob                   |                      |                  |
| 43      | Niederlande                  | Nederland                | NED    | Christine Aaftink       | Eisschnelllauf        | Rintje Ritsma        | Eisschnelllauf   |
| 44      | Neuseeland                   | New Zealand              | NZL    | Tony Smith              | Eisschnelllauf        |                      |                  |
| 45      | Polen                        | Polen                    | POL    | Tomasz Sikora           | Biathlon              |                      |                  |
| 46      | Portugal                     | Portugal                 | POR    | Georges Mendes          | Ski Alpin             |                      |                  |
| 47      | Puerto Rico                  | Puerto Rico              | PUR    | Liston Bochette         | Bob                   |                      |                  |
| 48      | Rumänien                     | Romania                  | ROU    | Ioan Apostol            | Rennrodeln            |                      |                  |
| 49      | Russland                     | Russland                 | RUS    | Sergei Tschepikow       | Biathlon              |                      |                  |
| 50      | San Marino                   | San Marino               | SMR    | Dino Crescentini        | Bob                   |                      |                  |
| 51      | Senegal                      | Senegal                  | SEN    | Lamine Guèye            | Ski Alpin             |                      |                  |
| 52      | Slowakei                     | Slovakia                 | SVK    | Peter Šťastný           | Eishockey             |                      |                  |
| 53      | Slowenien                    | Slovenia                 | SLO    | Jure Košir              | Ski Alpin             |                      |                  |
| 54      | Spanien                      | Spania                   | ESP    | Ainhoa Ibarra           | Ski Alpin             |                      |                  |
| 55      | Großbritannien               | Storbritannia            | GBR    | Michael Dixon           | Biathlon              | Nicky Gooch          | Eisschnelllauf   |
| 56      | Schweiz                      | Sveits                   | SUI    | Gustav Weder            | Bob                   | Andreas Schönbächler | Freestyle-Skiing |
| 57      | Schweden                     | Sverige                  | SWE    | Pernilla Wiberg         | Ski Alpin             |                      |                  |
| 58      | Südafrika                    | Sør-Afrika               | RSA    | Dino Quattrocecere      | Eiskunstlauf          |                      |                  |
| 59      | Trinidad und Tobago          | Trinidad og Tobago       | TTO    | Gregory Sun             | Bob                   |                      |                  |
| 60      | Türkei                       | Tyrkia                   | TUR    | Mithat Yıldırım         | Skilanglauf           |                      |                  |
| 61      | Deutschland                  | Tyskland                 | GER    | Mark Kirchner           | Biathlon              | Claudia Pechstein    | Eisschnelllauf   |
| 62      | Ukraine                      | Ukraina                  | UKR    | Wiktor Petrenko         | Eiskunstlauf          | Wiktor Petrenko      | Eiskunstlauf     |
| 63      | Ungarn                       | Ungarn                   | HUN    | Attila Bónis            | Ski Alpin             |                      |                  |
| 64      | Usbekistan                   | Uzbekistan               | UZB    | Sergey Brener           | Freestyle-Skiing      |                      |                  |
| 65      | Österreich                   | Østerrike                | AUT    | Anita Wachter           | Ski Alpin             | Emese Hunyady        | Eisschnelllauf   |
| 66      | Norwegen                     | Norge                    | NOR    | Bjørn Dæhlie            | Skilanglauf           | Johann Olav Koss     | Eisschnelllauf   |
|         | Mongolei                     | Mongolia                 | MGL    | kein Einmarsch          | kein Einmarsch        |                      |                  |

### Nach Sportarten
| Sportart              | Eröffnungsfeier | Anzahl | Schlussfeier | Anzahl |
| --------------------- | --- | ------ | --- | ------ |
| Biathlon              | Argentinien – Bulgarien – Deutschland – Frankreich – Großbritannien – Kirgisistan – Moldau – Polen – Russland                                                                                | 9      | Kanada | 1      |
| Bob                   | Amerikanisch-Samoa – Chinesisch Taipeh – Jamaika – Lettland – Monaco – Puerto Rico – San Marino – Schweiz – Trinidad und Tobago                                                              | 9      | – | 0      |
| Eishockey             | Slowakei | 1      | – | 0      |
| Eiskunstlauf          | Dänemark – Israel – Kanada – Litauen – Südafrika – Ukraine | 6      | Ukraine | 1      |
| Eisschnelllauf        | Belarus – Belgien – Neuseeland – Niederlande – Südkorea – Volksrepublik China | 6      | Deutschland – Großbritannien – Niederlande – Norwegen – Österreich – Vereinigte Staaten | 6      |
| Freestyle-Skiing      | Australien – Usbekistan | 2      | Australien – Schweiz | 2      |
| Nordische Kombination | Estland | 1      | – | 0      |
| Rennrodeln            | Amerikanische Jungferninseln – Rumänien – Vereinigte Staaten | 3      | – | 0      |
| Shorttrack            | – | 0      | – | 0      |
| Ski Alpin             | Andorra – Armenien – Brasilien – Chile – Georgien – Griechenland – Island – Italien – Kroatien – Mexiko – Österreich – Portugal – Schweden – Senegal – Slowenien – Spanien – Ungarn – Zypern | 18     | – | 0      |
| Skilanglauf           | Bosnien und Herzegowina – Fidschi – Finnland – Liechtenstein – Norwegen – Tschechien – Türkei                                                                                                | 7      | Finnland | 1      |
| Skispringen           | Kasachstan | 1      | – | 0      |
| Offizieller           | Bermuda – Japan – Luxemburg | 3      | – | 0      |
| unbekannt             | – | 0      | Amerikanisch-Samoa – Amerikanische Jungferninseln – Andorra – Argentinien – Armenien – Belarus – Belgien – Bermuda – Bosnien und Herzegowina – Brasilien – Bulgarien – Chile – Chinesisch Taipeh – Dänemark – Estland – Fidschi – Frankreich – Georgien – Griechenland – Island – Israel – Italien – Jamaika – Japan – Kasachstan – Kirgisistan – Kroatien – Lettland – Liechtenstein – Litauen – Luxemburg – Mexiko – Moldau – Monaco – Mongolei – Neuseeland – Polen – Portugal – Puerto Rico – Rumänien – Russland – San Marino – Schweden – Senegal – Slowakei – Slowenien – Spanien – Südafrika – Südkorea – Trinidad und Tobago – Tschechien – Türkei – Ungarn – Usbekistan – Vereinigte Staaten – Volksrepublik China – Zypern | 56     |